# 戸田氏宥
戸田 氏宥（とだ うじひろ）は、美濃大垣新田藩（三河畑村藩）の第6代藩主。大垣藩戸田家分家6代。
天明2年（1782年）3月21日（または安永9年（1780年））、7000石を領する大身旗本の戸田忠諏の四男として生まれる。母は西郷員総の養女（伊丹勝房の娘）。寛政10年（1798年）1月、第5代藩主・戸田氏興が重病に倒れたため、末期養子として迎えられる。そして氏興が死去したため、3月19日に家督を継いだ。12月16日には従五位下、淡路守に叙位・任官される。
文政9年（1826年）6月21日、家督を養子の氏綏に譲って隠居した。それにともない、官名を河内守に改めた。天保14年（1843年）2月15日、剃髪して靖翁と称した。嘉永5年（1852年）3月17日、71歳（または73歳）で死去した。

## 系譜
父母
- 戸田忠諏（実父）
- 西郷員総の養女（伊丹勝房の娘）（実母）
- 戸田氏興（養父）

正室
- 五島盛運の娘

子女
- 柳沢光昭正室
- 戸田光武正室

養子
- 戸田氏綏 - 戸田氏教の四男